# Evelyn Edwards
Pour les articles homonymes, voir Edwards.
Evelyn Grace Edwards (1923 - 17 septembre 1976,) est une femme politique provinciale et municipale canadienne de la Saskatchewan. Elle représente la circonscription de Saskatoon Sutherland à titre de députée du Parti saskatchewanais de 1975 à son décès en 1976.

## Biographie
Née à Colonsay en Saskatchewan, Edwards devient infirmière à la Saskatoon City Hospital. Elle entame sa carrière politique en servant comme conseillère municipale de la ville de Saskatoon en 1966. Défaite par Bert Sears (en) en 1971, elle siège au bureau des gouverneurs de la Saskatoon City Hospital de 1972 à 1974. En 1975, elle devient présidente de l'Association des hôpitaux de la Saskatchewan, est une membre fondatrice de la Parkinson's Disease Foundation et devient membre du conseil de Saskatoon sur le vieillissement. Elle siège également au conseil au niveau de Saskatoon et provincial de l'Institut national canadien pour les aveugles.